# Anlloyd Samuel
Anlloyd Samuel (* 31. Oktober 1980; † 15. November 2010 in Koror) war ein palauischer Schwimmer.

## Karriere
Anlloyd Samuel war der erste Schwimmer aus Palau, der bei Olympischen Spielen startete. Er belegte bei den Olympischen Sommerspielen 2000 in Sydney im Wettkampf über 50 m Freistil den 71. Rang.
Nach seiner Olympiateilnahme arbeitete Samuel als Tauchlehrer und Bootsfahrer für Sam’s Tour in Koror. Am 15. November 2010 wurde er in seinem Auto an einer Anlegestelle in Koror bewusstlos aufgefunden. Im Krankenhaus starb er, die Todesursache ist unbekannt.